# ناصر أوريتش
ناصر أوريتش (بالبوسنوية: Naser Orić)‏ (مواليد 3 مارس 1967)، هُو ضابط بوسني سابق قاد قُوات جيش جمهورية البوسنة والهرسك المُتمركزة في منطقة سربرنيتسا خلال حرب البوسنة والهرسك.